# Jean Auguste Chevandier de Valdrome
Pour les articles homonymes, voir Chevandier et Chevandier de Valdrome.
Auguste Chevandier de Valdrome (Lyon, 23 juillet 1781 † Bertrambois, 6 octobre 1865) est un industriel et est un homme politique, député de 1831 à 1837, membre du conseil général du département de la Meurthe, représentant l'arrondissement de Sarrebourg à la chambre des députés pendant trois législatures successives.

## Famille
Auguste Chevandier de Valdrome est le fils de François Chevandier de Valdrome (1767-1851) et Jeanne Louise Julien (1776-1847).
Il épouse, le 7 janvier 1805 à Saint-Quirin, Catherine Claire de Guaita (1732-1836), petite-fille d'Antoine-Marie Guaita et de Franz-Maria Schweitzer, et fille de Georges de Guaita (1755-1831), dont la famille est propriétaire de 3/4 du capital des Manufactures de glaces et verres de Saint-Quirin, Cirey et Monthermé. Les Guaita sont issus d'une très vieille famille issue de la vallée de Menaggio près du lac de Côme. Ils s’installent ensuite à Francfort, puis à Saint-Quirin, ou Antoine-Marie Guaita a investi dans la verrerie de Saint-Quirin en 1760.
Il est le père de Georges Chevandier de Valdrome, Eugène Chevandier de Valdrome, Paul Chevandier de Valdrome et Hortense Chevandier de Valdrome.
Il décède dans son château de Sainte-Catherine le 6 octobre 1865 et enterré dans l'église priorale de Saint-Quirin.

### Château de Sainte-Catherine

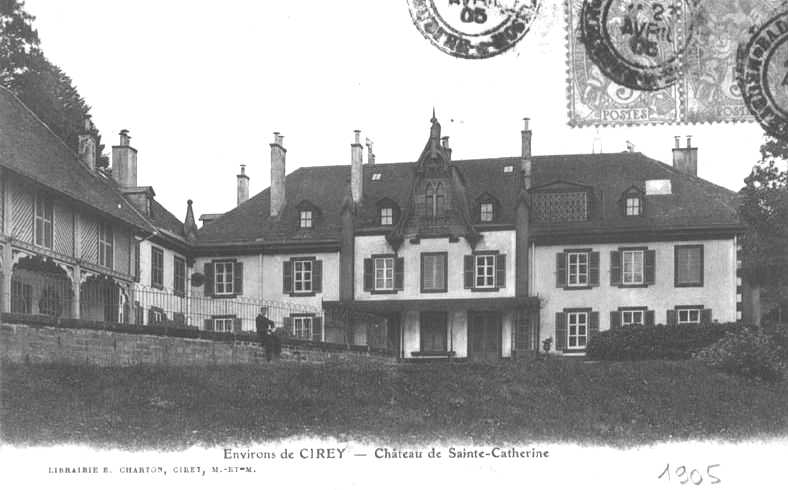
Sainte-Catherine en 1905.

Auguste Chevandier de Valdrome s'établit sur le territoire de Bertrambois au château de Sainte-Catherine, acheté en 1848 à Jean Édouard Naville de Châteauvieux (1787 † 1851). Il essaie de convaincre le ministère de l'intérieur d'acheter un tableau de Théodore Chassériau (Suzanne au bain, 1839) mais cette tentative échoue. Le château de Lettenbach, ceux de Cirey-sur-Vezouze, de Saint-Quirin (château de Sainte-Catherine, commune de Bertrambois – Lafrimbolle), de Vaire-Le-Grand et de Bourbonne-les-Bains appartiennent à la famille à un moment ou à un autre au XIXe siècle. Lors de la construction de la nouvelle nef de l'église de Lafrimbolle en 1840, Jean-Auguste Chevandier de Valdrome finance la fin des travaux et offre des vitraux du type « art populaire » (encore visibles aujourd’hui) réalisés par les verriers de Lettenbach. À la chute du trône en 1848, il se retire de la vie publique.

## Président des manufactures de glaces et verres de Saint-Quirin, Cirey et Monthermé

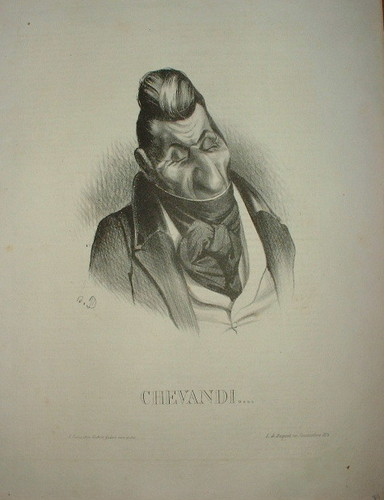
Caricature de 1833.

voir article détaillé sur : Manufactures de glaces et verres de Saint-Quirin, Cirey et Monthermé
Georges de Guaita fait venir en 1805 un jeune chimiste nommé Auguste Chevandier de Valdrome afin de continuer le développement des Manufactures de glaces et verres de Saint-Quirin, Cirey et Monthermé. Il est nommé directeur et épouse, peu de temps après, Catherine-Claire de Guaita, la fille de Georges.
Auguste Chevandier de Valdrome donne une nouvelle impulsion aux verreries et devint l’inspirateur et l’âme de cette industrie. C'est à lui notamment que l'on doit l'application du sulfate de soude à la fabrication du verre à vitres.
Le 27 octobre 1813, la société devient l’une des toutes premières sociétés françaises à adopter le statut de société anonyme, Auguste Chevandier de Valdrome est nommé président par les administrateurs de la société.
En 1841, il détient 20/192eme des actions de la société. En 1855, il en détient 30/960eme et ses enfants, 50/960eme.
À la suite d'un premier échec de fusion en 1830 avec la Compagnie de Saint-Gobain, Il négocie à nouveau une fusion en 1855 avec Antoine Pierre Hély d'Oissel, président de Saint-Gobain. Les statuts de la nouvelle société anonyme des “Manufactures des Glaces et Produits Chimiques de Saint-Gobain, Chauny & Cirey» sont approuvés 11 juin 1858. Auguste Chevandier de Valdrome devient alors vice-président de Saint-Gobain.

## Politique

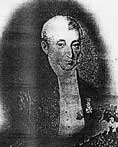
Jean Chevandier de Valdrome.

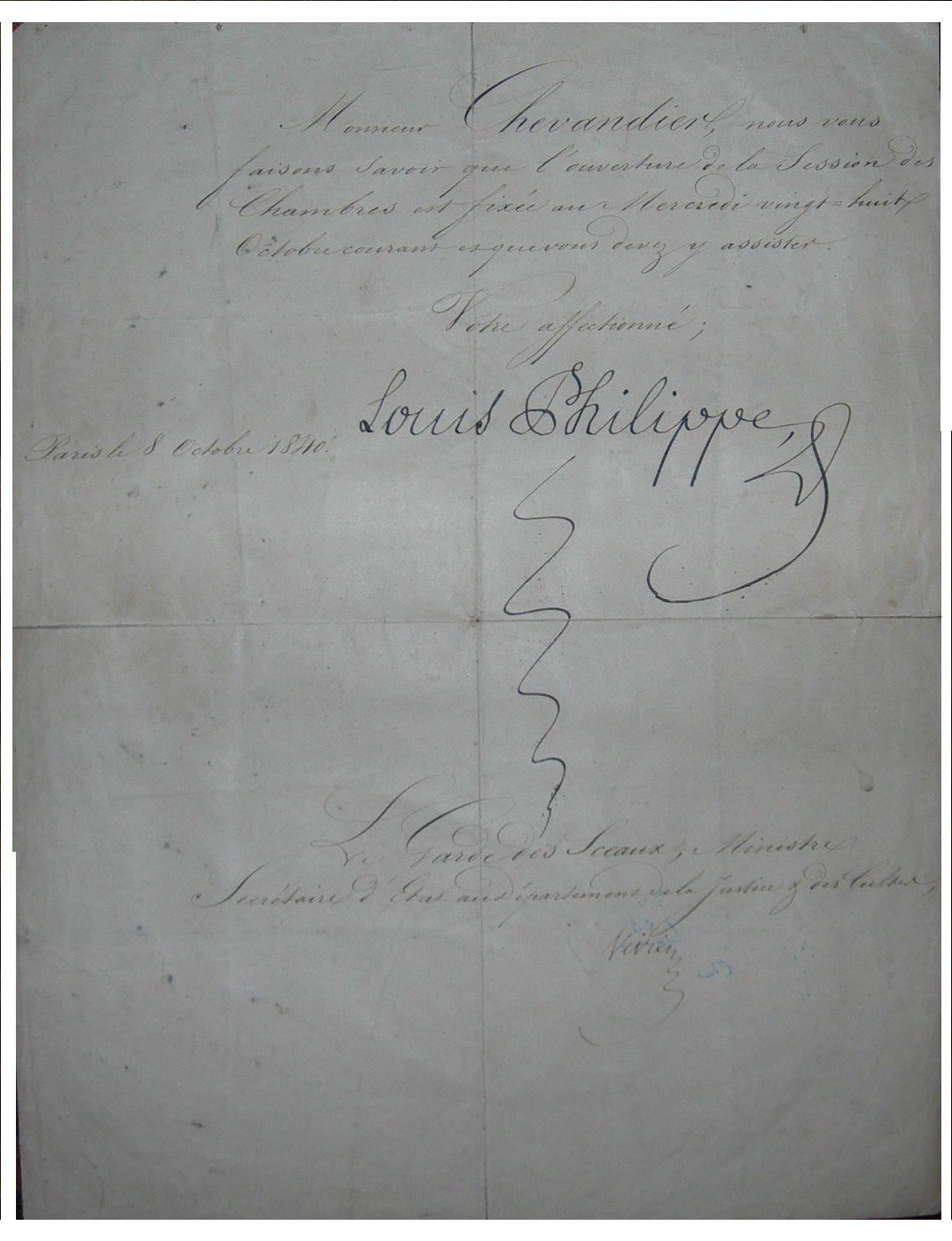
Lettre de Louis-Philippe à Jean Chevandier.

Il se présente le 5 juillet 1831 comme candidat libéral aux élections législatives et déclare alors : « Fort de ma conscience et de mes sentiments, je me présente à vous qui connaissez mes opinions ; je voterai contre l'hérédité, que la raison repousse et qui est devenue impossible depuis la révolution de Juillet. ». Il est élu conseiller général et député de la Meurthe de 1831 à 1837, siégeant dans la majorité soutenant la monarchie de Juillet.
Après son élection, il ne tarde pas à subir l'influence du gouvernement, dont il devint un des soutiens les plus fidèles. Sans paraître à la tribune, il se signale par la fréquence et l'ardeur de ses « interruptions » en faveur du ministère.
En 1833, il est représenté parmi l'ensemble des 32 bustes des Célébrités du Juste Milieu, sculptures caricaturales peu flatteuses réalisées par Honoré Daumier.
Il a les honneurs du Charivari (journal satirique hostile à la monarchie de Juillet) du 20 juin 1833 : « Son éloquence ne saurait être révoquée en doute ; car il n'a jamais ouvert la bouche à la Chambre, si ce n'est pour boire le verre d'eau sucrée payé par le budget. [...] M. Daumier vous révèle M. Chevandier au physique. Au moral M. Chevandier est un marchand miroitier. Son esprit d'indépendance n'est pas plus solide que sa marchandise. »
En 1834, la société jacobine Aide-toi, le ciel t'aidera lui consacre les lignes suivantes : « Parmi les interrupteurs ministériels et les vociférateurs monarchiques, M.Chevandier, par son caractère bouillant, était appelé à jouer un rôle brillant et multiple. Cet honorable cultive avec succès l'interruption brute. Il est de première force sur le rire éclatant et il enlève tous les suffrages dans les clameurs furieuses et prolongées. Le cercle ministériel auquel il préside, ne peut, à coup sûr, lui reprocher de ne pas prêcher d'exemple. Dans certains moment d'effervescence, M. Chevandier ne se possède plus; il s'agite avec violence, il crie, il gesticule, il va s'élancer, il ne connaît plus d'obstacle. On a peine à concevoir que des facultés humaines suffisent à cette bruyante spécialité.»
Il est élevé à la dignité de pair de France par une ordonnance du 3 octobre 1837.Il est un des plus fidèles soutiens du gouvernement et siège à la chambre haute (palais du Luxembourg) jusqu'à la révolution de 1848.
Son fils, Eugène Chevandier de Valdrome se rattache au passé orléaniste par son père appelé à la Pairie et qui lui conseille, avant sa nomination : « Accepte et sers l'Empereur avec autant d'indépendance et de loyauté que j'ai servi Louis-Philippe. »
À la chute du trône en 1848, il se retire de la vie publique.

## Sources
- « Dictionnaire des parlementaires français de 1789 à 1889 (Adolphe Robert, Edgar Bourloton et Gaston Cougny) », sur gallica BNF (consulté le 14 décembre 2013)